# Резолюция Совета Безопасности ООН 9
Резолюция Совета Безопасности ООН 9 — резолюция, принятая 15 октября 1946 года, согласно которой установлено, что государство, которое не является участником Статута Международного Суда ООН, может добровольно подать заявление в Международный Суд о вступлении в участники Статута, при условии, что оно признаёт юрисдикцию Суда в соответствии с Уставом ООН и условиями Статута и Регламента Суда и обязуется добросовестно выполнять решение или решения Суда и принимает на себя все обязательства, возлагаемые на членов ООН статьёй 94 Устава.
Резолюция была принята единогласно.

## См.также
- Резолюции Совета Безопасности ООН 1—100 (1946 — 1953)